# Lomatium nudicaule
Lomatium nudicaule ist eine Pflanzenart aus der Gattung Lomatium innerhalb der Familie der Doldenblütler (Apiaceae). Sie ist im westlichen Nordamerika von der kanadischen Provinz British Columbia bis Kalifornien und ostwärts bis Idaho und Utah vor und wird dort englisch pestle lomatium, barestem biscuitroot, nakedstem biscuitroot, Indian celery, Indian-consumption-plant, pestle parsnip, barestem lomatium genannt.

## Beschreibung

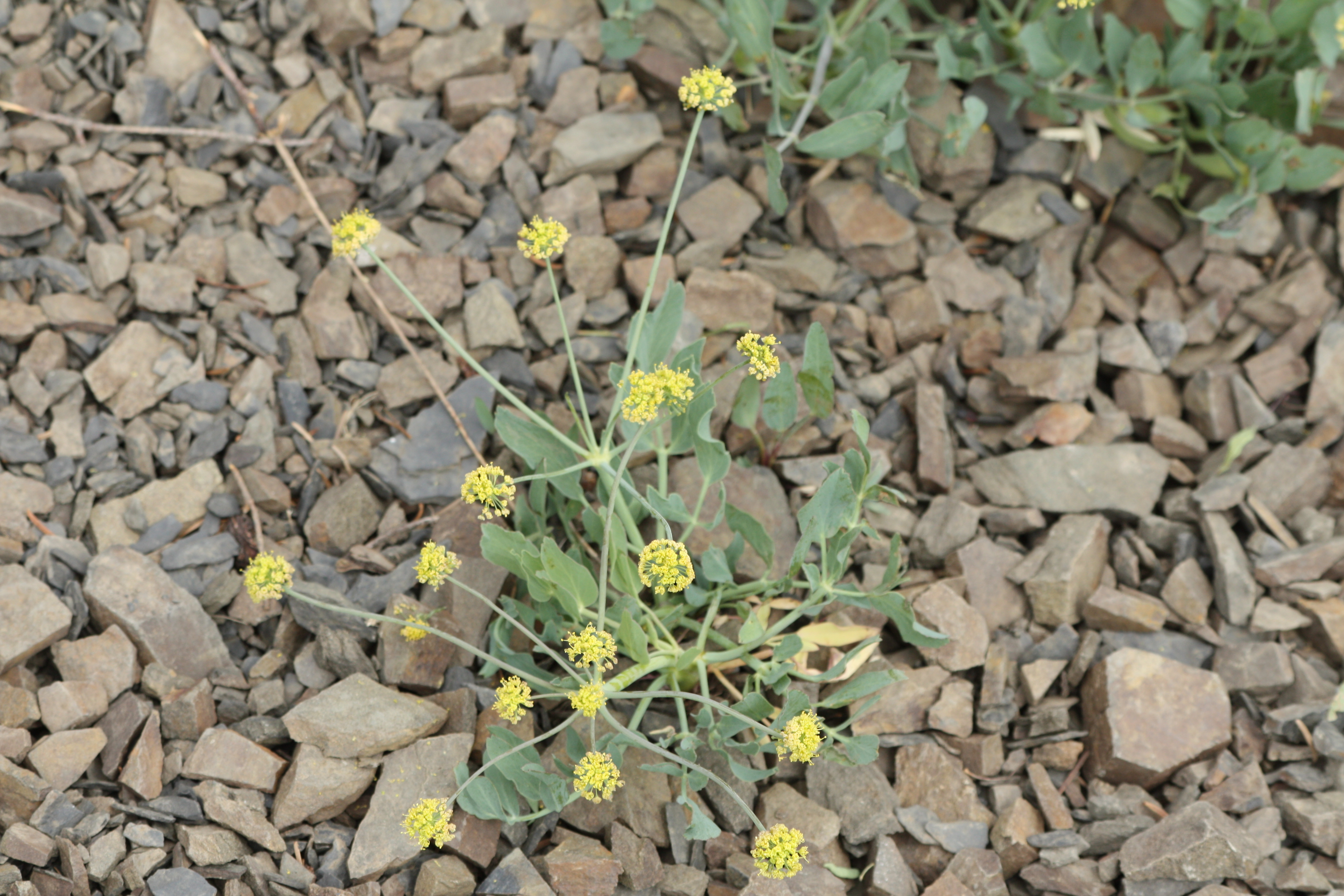
Habitus, Laubblätter und Blütenstände

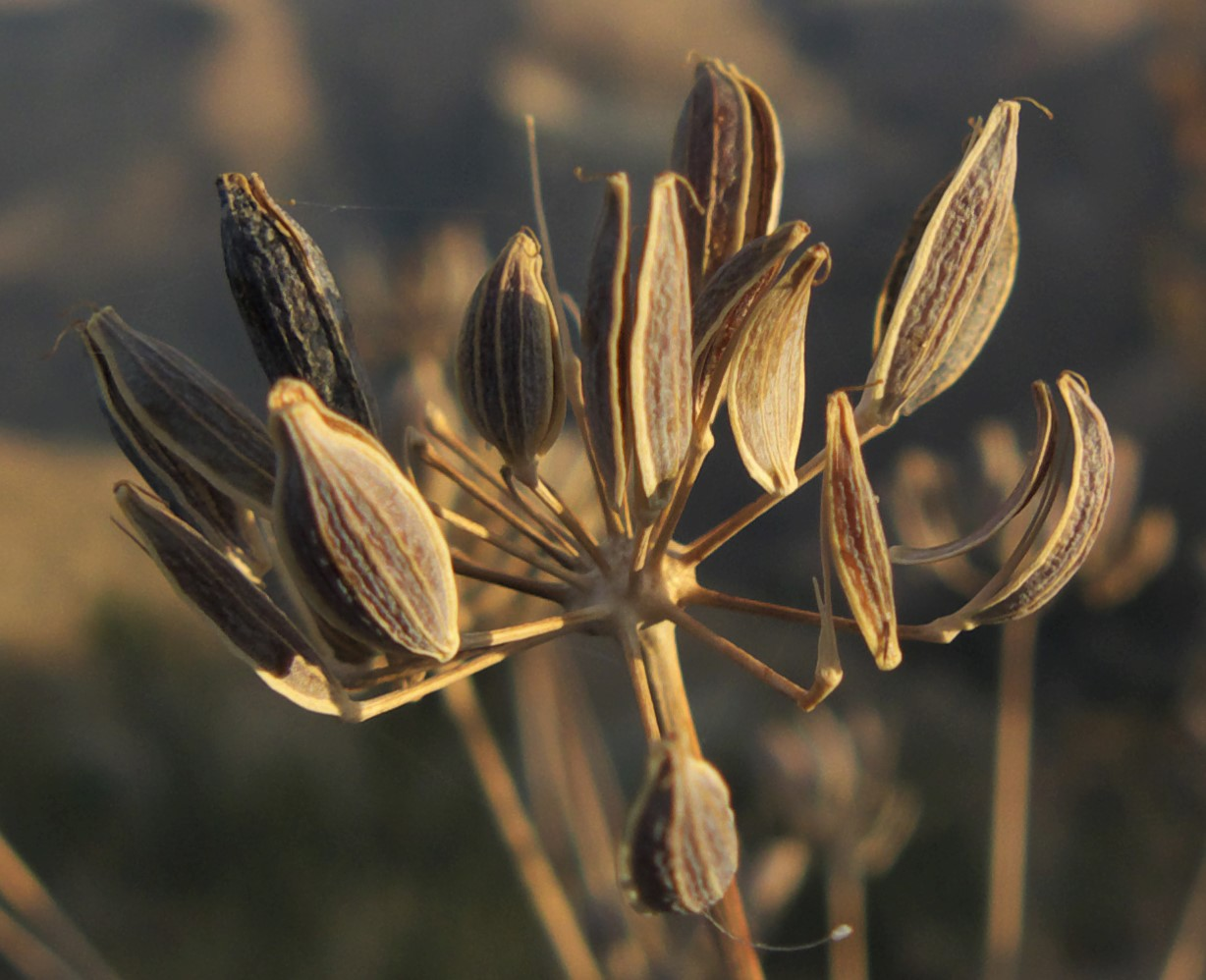
Ausschnitt eines Fruchtstandes mit reifen Doppelachänen

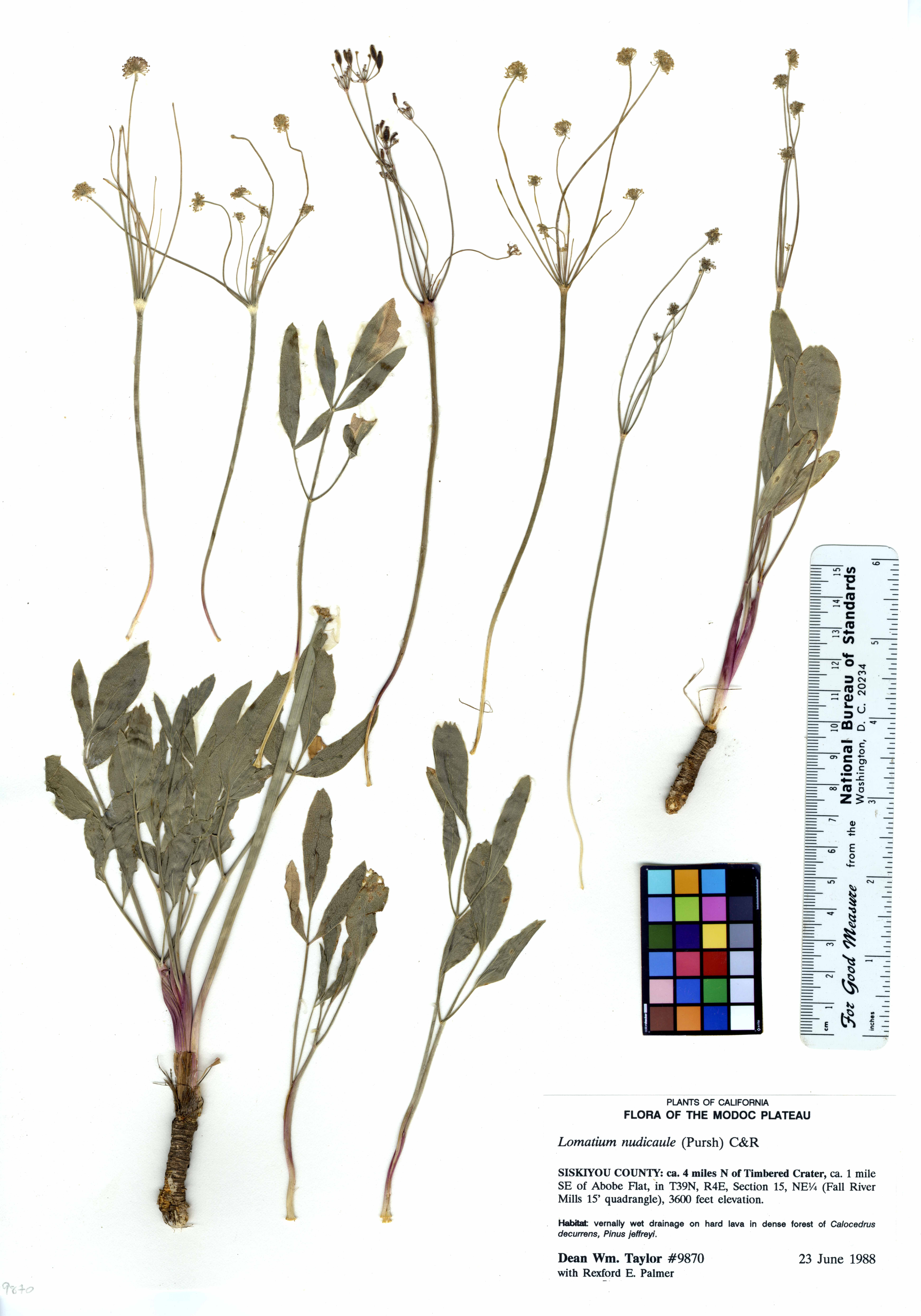
Herbarbeleg

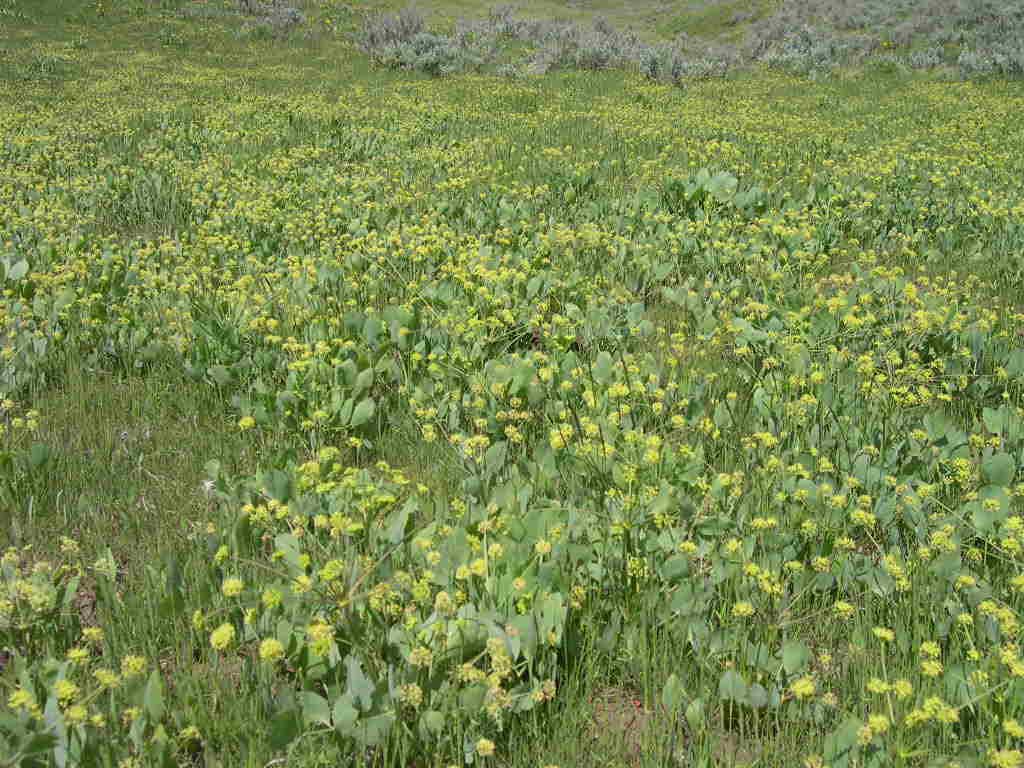
Habitat

### Vegetative Merkmale
Lomatium nudicaule ist eine ausdauernde krautige Pflanze. Sie bildet einer gedrungene Pfahlwurzel. Ausgewachsene Pflanzenexemplare erreichen Wuchshöhen von 20 bis 45 (bis 90) Zentimetern. Die oberirdischen Pflanzenteile sind kahl und von grünlich blauer Farbe.
Die Laubblätter sind in Blattstiel und Blattspreite gegliedert. Die fiederteilige Blattspreite ist einfach oder zweifach dreiteilig. Die Blattsegmente sind größer als die sehr fein geteilten Blättchen der anderen Lomatium-Arten sind, was Lomatium nudicaule unverwechselbar macht. Die Blattsegmente sind bei einer Länge von 2 bis 5, selten bis zu 9 Zentimetern sowie einer Breite von 1 bis 6 Zentimetern ei- bis kreisförmig sphärisch und nahe dem oberen Ende grob gezähnt.

### Generative Merkmale
Die Blütezeit reicht von April bis Juni. Der Blütenstandsschaft ist oft unterhalb der Doppeldolde verdickt und hohl. Der doppeldoldige Blütenstand enthält 7 bis 27 ungleiche Strahlen, die mit Längen von meist 8 bis 10 (6 bis 20) Zentimetern relativ lang sind. Die Blütenstiele sind 3 bis 15 Millimeter lang. Es sind keine Hüllblätter und Hüllblättchen vorhanden.
Die Blüten sind zwittrig. Kelchblätter sind kaum erkennbar. Die Kronblätter sind gelb oder blassgelb.
Die Achäne ist meist 8 bis 12 (7 bis 15) Millimeter lang und 2 bis 5 Millimeter breit. Sie wird von 0,5 Millimeter breiten Flügeln umsäumt, die auch so breit wie die eigentliche Frucht sein können.
Die Chromosomengrundzahl beträgt x = 11; es liegt Diploidie vor mit einer Chromosomenzahl von 2n = 22.

## Vorkommen
Lomatium nudicaule kommt im westlichen Nordamerika von der kanadischen Provinz British Columbia bis zu den US-Bundesstaaten Washington, Idaho, Utah, Oregon, Nevada sowie Kalifornien vor. Sie gilt nicht als gefährdet.
Lomatium nudicaule wächst auf sandigen Böden in Gebieten mit mindestens 350 mm Jahresdurchschnittsniederschlag. Lomatium nudicaule kommt an trockenen, offenen bis spärlich bewaldeten Standorten im Tiefland bis in mittlere Höhenlagen vor. Sie wird oft in Strauchsteppen, Pinyon-Wacholder-, Gelb-Kiefer- und Bergbusch-Gesellschaften sowie auf Bergwiesen im Gebiet zwischen Kaskadenkette und Rocky Mountains beobachtet, ist aber auch an der Küstenseite der Kaskaden zu finden.

## Ökologie
Lomatium nudicaule ist vor allem für das Hausschaf eine willkommene Kost, wächst jedoch in so geringen Abundanzen, dass Lomatium nudicauleschwerlich als Futterpflanze von Bedeutung klassifiziert werden kann.
Lomatium nudicaule ist Futterpflanze für die Raupen des Schwalbenschwanzes Papilio zelicaon.

## Taxonomie
Die Erstbeschreibung erfolgte 1814 unter dem Namen (Basionym) Smyrnium nudicaule durch Frederick Traugott Pursh in Flora Americae Septentrionalis; or, ..., 1, Seite 196. Die Neukombination zu Lomatium nudicaule (Pursh) J.M.Coult. & Rose wurde 1900 in John Merle Coulter und Joseph Nelson Rose in Contributions from the United States National Herbarium. Smithsonian Institution, Volume 7, Seite 238 veröffentlicht. Weitere Synonyme für Lomatium nudicaule (Pursh) J.M.Coult. & Rose sind: Cogswellia nudicaulis (Pursh) M.E.Jones, Ferula nudicaulis (Pursh) Nutt., Pastinaca nudicaulis (Pursh) Spreng., Peucedanum nudicaule A.Gray.

## Nutzung
Lomatium nudicaule ist eine traditionelle Nahrungsquelle vieler Indianer-Stämme.
Ihre Pflanzenteile werden auch in der Pflanzenheilkunde, u. a. gegen Tuberkulose eingesetzt. Weiterhin wurde sie von den indigenen Völkern im Südwesten von British Columbia und Washington in Zeremonien beim Fang und der Verarbeitung von Lachsen genutzt. Die W̱SÁNEĆ (Saanich), die sie qexmín nennen, verbrennen die Samen in offenem Feuer oder im Herd, wenn der Lachs getrocknet wird. Auch die Kwakwaka'wakw und die Nuu-chah-nulth verbrannten die Samen als Räucherwerk bei Bestattungen, während ihre Sänger damit ihre Stimmen „ölten“.
Die Samen werden kommerziell gehandelt. Größere Mengen können über spezielle Verträge bezogen werden.